# Nationsflagga

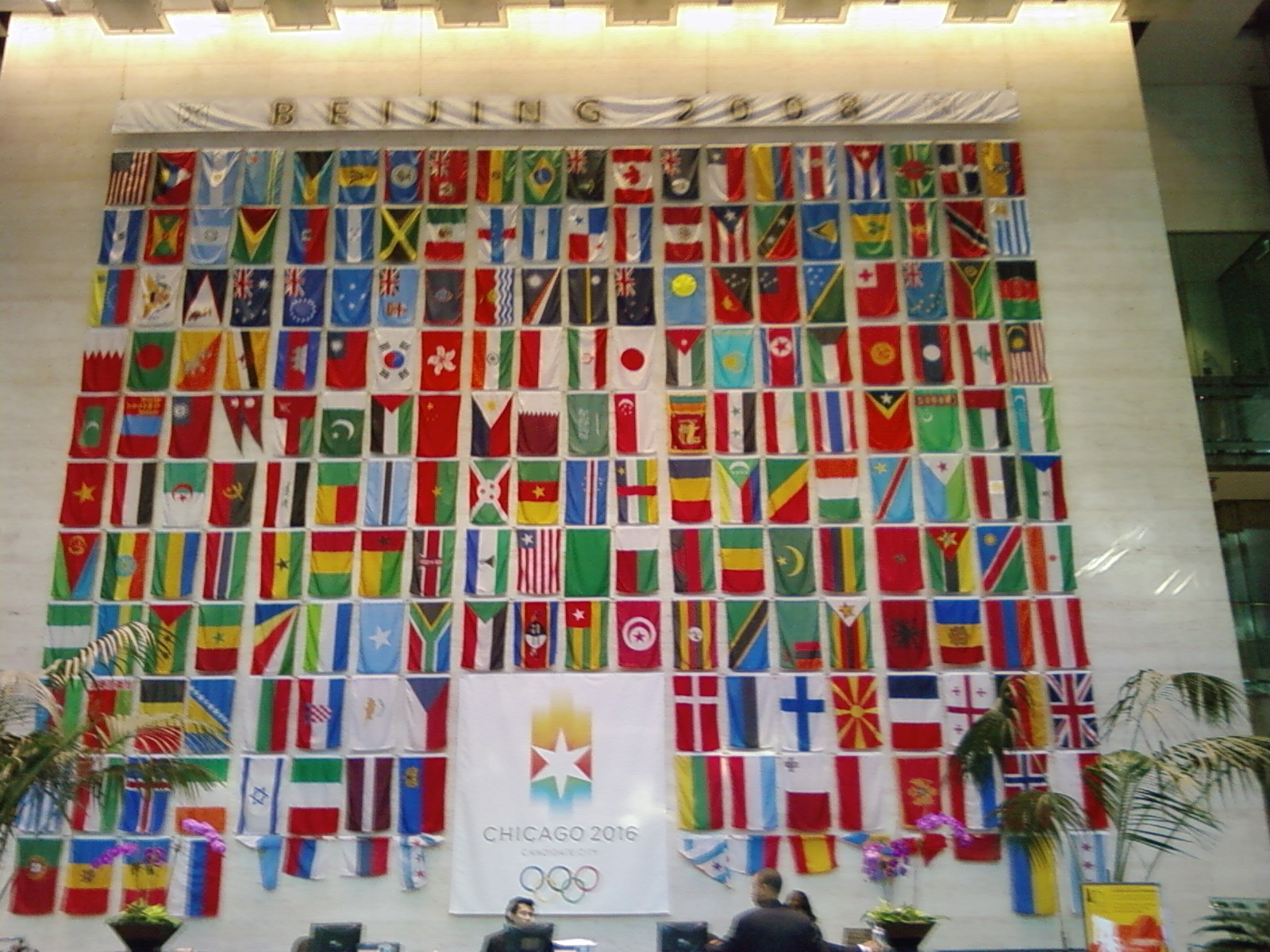
Nationsflaggor för deltagande nationer i Olympiska sommarspelen 2016.

Nationsflagga eller nationalflagga är – i generell bemärkelse – en flagga som har till funktion att vara symbol för en suverän stat. I en mer inskränkt betydelse avses endast sådan flagga som kan föras av var och en som en symbol för nationen. Andra flaggor benämns då efter sitt specifika användningsområde, exempelvis handelsflagga och örlogsflagga.

## Exempel på nationsflaggor

Sveriges flagga
Serbiens flagga.
Syriens flagga.